# Ким Мён-джун
Ким Мён-джун (кор. 김명준; родился 21 марта 2006) — южнокорейский футболист, нападающий бельгийского клуба «Генк».

## Клубная карьера
Воспитанник футбольной академии клуба «Пхохан Стилерс». 10 ноября 2024 года дебютировал в Первой Кей-лиге в матче против «Кимчхон Санму».
В январе 2025 года перешёл в бельгийский клуб «Генк».

## Карьера в сборной
Выступал за сборные Республики Корея до 16, до 17, до 18 и до 20 лет.
Летом 2023 года сыграл на Кубке Азии (до 17 лет) в Таиланде, забив на турнире 4 гола. В ноябре 2023 года сыграл на чемпионате мира (до 17 лет) в Индонезии, забив голы в матчах группового этапа против сборных США и Буркина-Фасо.

## Достижения
Сборная Республики Корея (до 17 лет) 
- Финалист Кубка Азии (до 17 лет): 2023